# 알렉산더 카시린스키

알렉산더 사샤 카시린스키 (Alexander Sasha Kashlinsky, 1957년 리가 생)는 NASA 고다드 우주 항공 센터에서 근무하는 천문학자, 우주론자 로 암흑류 및 우주 적외선 배경에 대한 연구로 유명하다.
카시린스키는 Through the Wormhole 시즌 2에서 모건 프리먼과 인터뷰를 했다.

## 전기
- 1976-1979: 이스라엘 텔아비브대학교 물리천문학과
- 1979-1983: 영국 케임브리지대학교 천문학연구소